# Elecciones municipales de Taipéi de 1994
Las elecciones municipales de Taipéi de 1994 tuvieron lugar el 3 de diciembre del mencionado año con el objetivo de elegir al alcalde para el período 1994-1998 y a los 52 escaños del Concejo Municipal. Los comicios se realizaron en el marco del proceso de transición democrática iniciado por el presidente Lee Teng-hui (quién también fue alcalde de la ciudad antes de su presidencia). Este proceso incluía restaurar la autonomía municipal de Taipéi y la elección directa del alcalde la capital provisional taiwanesa, abolida en 1967 en gran medida debido a las sucesivas derrotas electorales que el Kuomintang (KMT), partido único de facto, sufría en aquel distrito.
Durante la década de 1990, el Kuomintang (KMT) sufrió la deserción del Partido Nuevo Chino (CNP) poco antes de las elecciones y además se encontraba muy desgastado después de más de dos décadas gobernando la ciudad con alcaldes designados. Su candidato fue Huang Ta-chou, el alcalde en ejercicio designado por Lee en 1990. El candidato del Partido Nuevo fue el legislador Jaw Shaw-kong. El Partido Progresista Democrático (DPP), una de las mayores fuerzas políticas independentistas y principal partido de la oposición, presentó a Chen Shui-bian, un abogado y legislador de escasa experiencia política que fue rápidamente descartado por sus oponentes. Un cuarto candidato fue Ji Rong-zhi, presentado como independiente.
En gran medida debido al contrapeso mutuo entre Jaw y Huang, Chen se alzó con una estrecha victoria con el 43.67% de los votos contra el 30.17% de Jaw, el 25.89% de Huang y el 0.28% de Ji, con una alta participación del 78.53% del electorado registrado. Sin embargo, en las elecciones al Concejo Municipal el Kuomintang se impuso con 20 escaños, mientras que el DPP obtuvo 18, el CNP 11 y hubo tres candidatos independientes electos. Las fuerzas reunificacionistas lograron la mayoría entre los concejales del Kuomintang y los del CNP, marginando al nuevo gobierno. Las autoridades electas asumieron el 25 de diciembre de ese mismo año. La victoria de Chen sería  la última derrota electoral del Kuomintang en Taipéi hasta 2014.

## Antecedentes
Taipéi es la sede del gobierno del estado taiwanés desde la guerra civil china que forzó el traslado del gobierno del Kuomintang a la isla y tiene la designación oficial de "Capital Provisional de la República de China". Como un municipio de la República de China, en 1950 la ciudad accedió a la autonomía local y se realizaron elecciones directas para la Alcaldía y el Concejo Municipal entre 1951 y 1967. En todo este período, durante el cual el Kuomintang perdió varias elecciones, Taipéi fue considerada la "tierra santa de la democracia" dentro del país, gobernado como un estado de partido único de facto sumamente autoritario.
En 1967, el gobierno de Chiang Kai-shek realizó una reforma estructural de Taipéi para convertirla en un municipio especial, por lo que el cargo de Alcalde de Taipéi dejaría de ser electo para pasar a ser designado por el presidente de la República. A fin de evitar las protestas de los ciudadanos, mantuvo al alcalde electo, el socialista Henry Kao Yu-shu hasta su renuncia en 1972. La transición democrática de Taiwán comenzó a finales de la década de 1980, y fue profundizada por el presidente Lee Teng-hui, que asumió en 1988. Tras la derogación de la Ley Marcial en 1991 y el llamado a elecciones legislativas libres, la legislatura electa aprobó la restauración de la autonomía municipal de Taipéi, llamándose a las primeras elecciones directas en más de treinta años.

## Resultados

### Alcalde
|  | 43.67 % |

|  | 30.17 % |

|  | 25.89 % |

|  | 0.28 % |

|  | 98.72 % |

|  | 1.28 % |

|  | 100.00 % |

|  | 78.53 % |

### Concejo Municipal
|  | 39.05 % |

|  | 30.08 % |

|  | 21.68 % |

|  | 0.01 % |

|  | 9.18 % |

|  | 98.02 % |

|  | 1.98 % |

|  | 100.00 % |

|  | 78.54 % |